# Puchar Świata w narciarstwie alpejskim mężczyzn 1982/1983
Puchar Świata w narciarstwie alpejskim mężczyzn sezon 1982/1983 to 17 edycja tej imprezy. Cykl ten rozpoczął się w szwajcarskiej Pontresinie 5 grudnia 1982 roku, a zakończył 21 marca 1983 roku w japońskim Furano.

## Podium zawodów

### indywidualnie
| Lp  | Data             | Miejsce                | Konkurencja       | Zwycięzca              | 2. miejsce           | 3. miejsce          |
| 1.  | 5 grudnia 1982   | Pontresina             | zjazd             | Harti Weirather        | Franz Klammer        | Peter Müller        |
| 2.  | 12 grudnia 1982  | Val d’Isère            | supergigant       | Peter Müller           | Peter Lüscher        | Pirmin Zurbriggen   |
| 3.  | 14 grudnia 1982  | Courmayeur             | slalom            | Ingemar Stenmark       | Stig Strand          | Phil Mahre          |
| 4.  | 19 grudnia 1982  | Val Gardena            | zjazd             | Conradin Cathomen      | Erwin Resch          | Franz Klammer       |
| 5.  | 19 grudnia 1982  | Val Gardena            | kombinacja        | Franz Heinzer          | Peter Müller         | Peter Lüscher       |
| 6.  | 20 grudnia 1982  | Val Gardena            | zjazd             | Franz Klammer          | Peter Müller         | Urs Räber           |
| 7.  | 21 grudnia 1982  | Madonna di Campiglio   | slalom            | Stig Strand            | Ingemar Stenmark     | Phil Mahre          |
| 8.  | 22 grudnia 1982  | Madonna di Campiglio   | supergigant       | Michael Mair           | Hans Enn             | Pirmin Zurbriggen   |
| 9.  | 22 grudnia 1982  | Madonna di Campiglio   | kombinacja        | Pirmin Zurbriggen      | Christian Orlainsky  | Franz Gruber        |
| 10. | 4 stycznia 1983  | Parpan                 | slalom            | Steve Mahre            | Jacques Lüthy        | Andreas Wenzel      |
| 11. | 9 stycznia 1983  | Val d’Isère            | zjazd             | Erwin Resch            | Peter Lüscher        | Conradin Cathomen   |
| 12. | 10 stycznia 1983 | Val d’Isère            | zjazd             | Conradin Cathomen      | Ken Read             | Danilo Sbardellotto |
| 13. | 11 stycznia 1983 | Adelboden              | gigant            | Pirmin Zurbriggen      | Max Julen            | Jacques Lüthy       |
| 14. | 21 stycznia 1983 | Kitzbühel              | zjazd             | Bruno Kernen           | Steve Podborski      | Urs Räber           |
| 15. | 22 stycznia 1983 | Kitzbühel              | zjazd             | Todd Brooker           | Urs Räber            | Ken Read            |
| 16. | 23 stycznia 1983 | Kitzbühel              | slalom            | Ingemar Stenmark       | Christian Orlainsky  | Phil Mahre          |
| 17. | 23 stycznia 1983 | Kitzbühel              | kombinacja        | Phil Mahre             | Marc Girardelli      | Peter Lüscher       |
| 18. | 28 stycznia 1983 | Sarajewo               | zjazd             | Gerhard Pfaffenbichler | Steve Podborski      | Franz Klammer       |
| 19. | 29 stycznia 1983 | Kranjska Gora          | gigant            | Hans Enn               | Max Julen            | Ingemar Stenmark    |
| 20. | 30 stycznia 1983 | Kranjska Gora          | slalom            | Franz Gruber           | Stig Strand          | Michel Canac        |
| 21. | 5 lutego 1983    | St. Anton am Arlberg   | zjazd             | Peter Lüscher          | Silvano Meli         | Harti Weirather     |
| 22. | 6 lutego 1983    | St. Anton am Arlberg   | slalom            | Steve Mahre            | Andreas Wenzel       | Phil Mahre          |
| 23. | 6 lutego 1983    | St. Anton am Arlberg   | kombinacja        | Phil Mahre             | Andreas Wenzel       | Steve Mahre         |
| 24. | 9 lutego 1983    | Garmisch-Partenkirchen | supergigant       | Peter Lüscher          | Pirmin Zurbriggen    | Hans Enn            |
| 25. | 11 lutego 1983   | Le Markstein           | slalom            | Ingemar Stenmark       | Paolo De Chiesa      | Phil Mahre          |
| 26. | 11 lutego 1983   | Le Markstein           | kombinacja        | Phil Mahre             | Andreas Wenzel       | Marc Girardelli     |
| 27. | 12 lutego 1983   | Le Markstein           | slalom            | Bojan Križaj           | Bengt Fjällberg      | Christian Orlainsky |
| 28. | 13 lutego 1983   | Todtnau                | gigant            | Ingemar Stenmark       | Max Julen            | Pirmin Zurbriggen   |
| 29. | 23 lutego 1983   | Tärnaby                | slalom            | Andreas Wenzel         | Stig Strand          | Bojan Križaj        |
| 30. | 27 lutego 1983   | Gällivare              | gigant            | Ingemar Stenmark       | Max Julen Phil Mahre |                     |
| 31. | 28 lutego 1983   | Gällivare              | slalom            | Marc Girardelli        | Stig Strand          | Ingemar Stenmark    |
| 32. | 6 marca 1983     | Aspen                  | zjazd             | Todd Brooker           | Michael Mair         | Helmut Höflehner    |
| 33. | 7 marca 1983     | Aspen                  | gigant            | Phil Mahre             | Marc Girardelli      | Ingemar Stenmark    |
| 34. | 8 marca 1983     | Vail                   | gigant            | Phil Mahre             | Marc Girardelli      | Ingemar Stenmark    |
| 35. | 12 marca 1983    | Lake Louise            | zjazd             | Helmut Höflehner       | Franz Klammer        | Conradin Cathomen   |
| 36. | 19 marca 1983    | Furano                 | gigant            | Phil Mahre             | Max Julen            | Ingemar Stenmark    |
| 37. | 20 marca 1983    | Furano                 | slalom            | Stig Strand            | Andreas Wenzel       | Bojan Križaj        |
| 38. | 21 marca 1983    | Furano                 | slalom równoległy | Ingemar Stenmark       |                      |                     |

## Końcowa klasyfikacja generalna
| Miejsce | Zawodnik          | Punkty |
| ------- | ----------------- | ------ |
| 1.      | Phil Mahre        | 285    |
| 2.      | Ingemar Stenmark  | 218    |
| 3.      | Andreas Wenzel    | 177    |
| 4.      | Marc Girardelli   | 168    |
| 5.      | Peter Lüscher     | 164    |
| 6.      | Pirmin Zurbriggen | 161    |
| 7.      | Peter Müller      | 125    |
| 8.      | Max Julen         | 116    |
| 9.      | Franz Gruber      | 112    |
| 9.      | Bojan Križaj      | 112    |

### Zjazd (po 11 z 11 konkurencji)
| Miejsce | Zawodnik          | Punkty |
| ------- | ----------------- | ------ |
| 1.      | Franz Klammer     | 95     |
| 2.      | Conradin Cathomen | 92     |
| 3.      | Harti Weirather   | 74     |
| 4.      | Erwin Resch       | 73     |
| 5.      | Peter Lüscher     | 72     |
| 5.      | Urs Räber         | 72     |

### Slalom gigant (po 7 z 7 konkurencji) i supergigant (po 3 z 3 konkurencji)
| Miejsce | Zawodnik         | Punkty |
| ------- | ---------------- | ------ |
| 1.      | Phil Mahre       | 107    |
| 2.      | Max Julen        | 100    |
| 2.      | Ingemar Stenmark | 100    |
| 4.      | Robert Erlacher  | 50     |
| 5.      | Hans Enn         | 48     |

### Slalom (po 12 z 12 konkurencji)
| Miejsce | Zawodnik         | Punkty |
| ------- | ---------------- | ------ |
| 1.      | Ingemar Stenmark | 110    |
| 1.      | Stig Strand      | 110    |
| 3.      | Andreas Wenzel   | 92     |
| 4.      | Steve Mahre      | 80     |
| 5.      | Bojan Križaj     | 78     |

### Kombinacja (po 5 z 5 konkurencji)
| Miejsce | Zawodnik          | Punkty |
| ------- | ----------------- | ------ |
| 1.      | Phil Mahre        | 75     |
| 2.      | Peter Lüscher     | 52     |
| 3.      | Marc Girardelli   | 47     |
| 3.      | Pirmin Zurbriggen | 47     |
| 5.      | Andreas Wenzel    | 40     |

### Drużynowo
| Miejsce | Kraj              | Punkty |
| ------- | ----------------- | ------ |
| 1.      | Szwajcaria        | 1183   |
| 2.      | Austria           | 921    |
| 3.      | Szwecja           | 436    |
| 4.      | Stany Zjednoczone | 408    |
| 5.      | Włochy            | 358    |